# Gasherbrum VI
Der Gasherbrum VI (auch bekannt als Chochordin Peak) ist ein 6979 m hoher Berg in der Gasherbrum-Gruppe im Karakorum.

## Lage
Der Gasherbrum VI liegt auf einem Berggrat südlich des Hauptkamms. Dieser führt nach Westen zum Gasherbrum V und anschließend nach Norden zum Gasherbrum III. Entlang der Nordflanke des Gasherbrum VI strömt der Südliche Gasherbrumgletscher zum Abbruzzi-Gletscher, welcher nach Westen entlang der Südflanke des Gasherbrum VI verläuft und in den Oberen Baltorogletscher mündet, welcher wiederum südlich des Gasherbrum VI nach Westen strömt.

## Besteigungsgeschichte
Eine Expedition unter der Leitung von Maria Luisa Ercalani gab an, den Berg im Jahr 1986 bestiegen zu haben; dies wird jedoch angezweifelt. Der Berg gilt als noch nicht bestiegen.
Ein Solo-Erstbegehungsversuch im Jahr 1993 von dem Bergführer Walter Hölzler aus Deutschland durch die Südwand musste ca. 200 Höhenmeter unter dem Gipfel wegen akuter Eisschlag- und Lawinengefahr aus dem Bereich der Gipfelwechte abgebrochen werden.
Ein weiterer Besteigungsversuch von Ralf Dujmovits und Nancy Hansen im Jahr 2016 scheiterte ebenfalls am Felsriegel oberhalb des Sattels auf 6197 m.